# Isco
Francisco Román Alarcón Suárez (Benalmádena, Málaga, 21 de abril de 1992), mais conhecido como Isco, é um futebolista espanhol que atua como meio-campista. Atualmente, joga pelo Betis e pela Seleção Espanhola.
Ganhou o prêmio Golden Boy (considerado a Bola de Ouro para os futebolistas menores de 20 anos de idade) no ano de 2012, assim como o Troféu Bravo em 2013. Ambos os prêmios foram completados com a Chuteira de Bronze da Eurocopa Sub-21 de 2013 disputada em Israel, onde ajudou a Seleção Espanhola a conquistar o torneio.

## Carreira

### Categorias de base
Deu seus primeiros passos na equipe de sua cidade, Benalmádena, localizada na província de Málaga. Depois jogou no Atlético Benamiel Club de Fútbol, onde começou a se destacar em muitos torneios de nível nacional.

### Valencia
O meia chegou ao Valencia no ano de 2006. Inicia sua nova caminhada em uma equipe profissional, e em 2009 jogava partidas na Segunda Divisão B (Terceira Divisão Espanhola) com o Valencia Mestalla, equipe filial. Estreou na equipe principal no dia 11 de novembro de 2010, contra o Logroñés, marcando dois gols num jogo válido pela Copa do Rei.

### Málaga
Em julho de 2011, Isco assinou um contrato de cinco anos com o Málaga. Estreou sob o comando de Manuel Pellegrini contra o Granada na goleada por 4 a 0, realizando uma grande partida. Pouco depois marcou o seu primeiro gol contra o Racing Santander. Fez uma grande temporada se tornando um dos jogadores revelação do campeonato espanhol, ajudando sua equipe a se classificar pela primeira vez em sua história à Liga dos Campeões.
Em 18 de setembro de 2012, estreou na Champions League contra o Zenit. Marcou dois gols e fez uma magnifica atuação na vitória por 3 a 0, foi eleito o melhor jogador da rodada. Em dezembro do mesmo ano, conquistou o prêmio Golden Boy, dado ao melhor jogador jovem da Europa pela revista italiana Tuttosport, superando o goleiro belga Thibaut Courtois e o atacante italiano Stephan El Shaarawy.
Suas boas atuações fizeram com que grandes clubes tivessem interesse em sua contratação, como o Manchester City e o Real Madrid.

### Real Madrid
Teve a sua transferência para o Real Madrid confirmada no dia 27 de junho de 2013, com o meia firmando contrato por cinco temporadas. Sua apresentação oficial foi no dia 3 de julho, no Santiago Bernabéu.

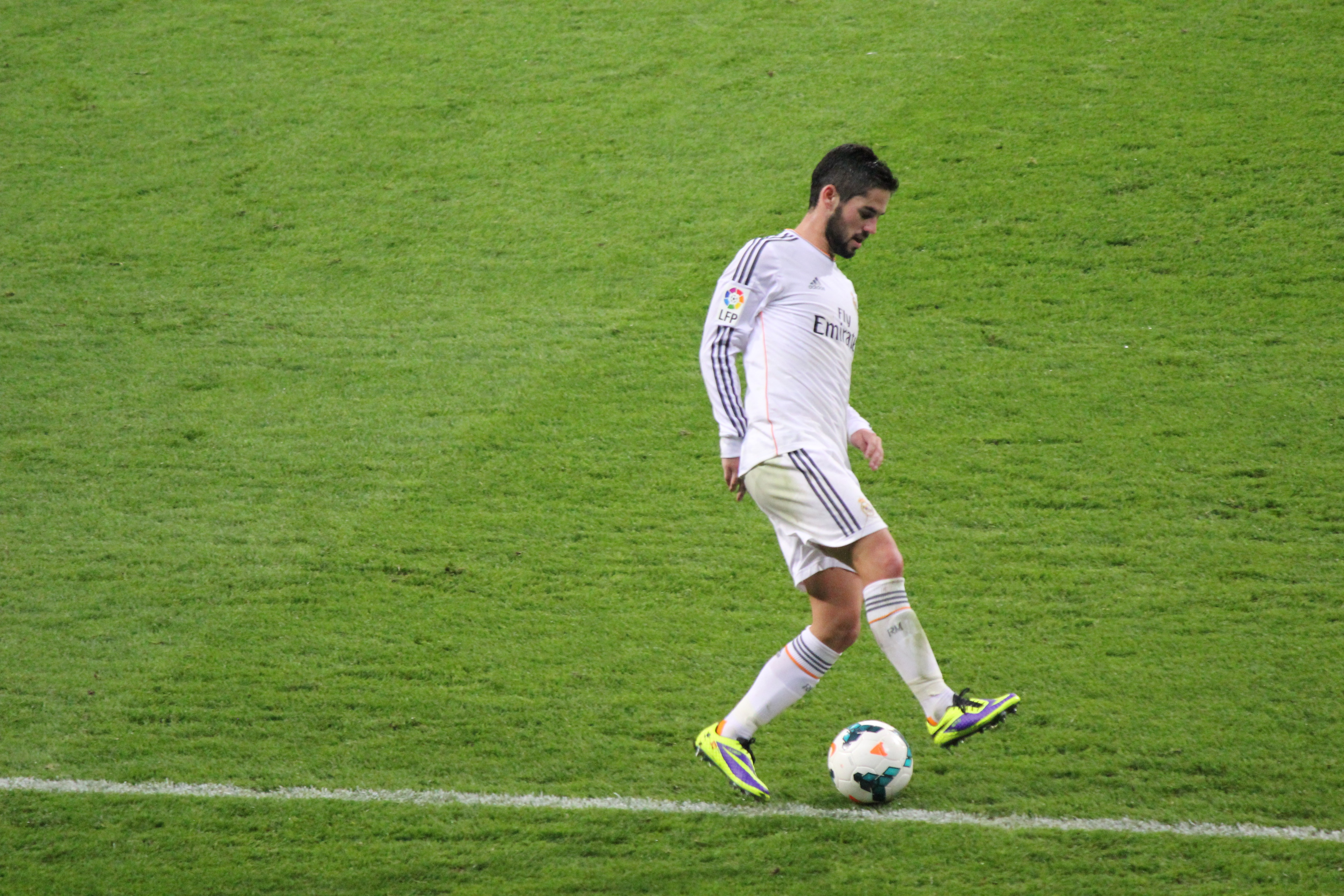
Isco no Real Madrid em 2013

Conquistou dois títulos pela equipe madridista logo em sua primeira temporada: a Copa do Rei e a Liga dos Campeões da UEFA, tendo atuado em ambas as finais.
Anos depois, na temporada 2016–17, Isco atuou em várias partidas como titular por conta das muitas lesões do galês Gareth Bale. Com boas atuações, o jogador levou a torcida a questionar o porquê dele não ser titular da equipe comandada por Zinédine Zidane.
O meio-campista encerrou sua história pelo clube merengue em agosto de 2022, recheado de títulos. Por lá ele conquistou, além dos cinco títulos europeus, quatro edições do Mundial de Clubes, três do Campeonato Espanhol, uma da Copa do Rei, três da Supercopa da Espanha e três da Supercopa da Europa. Ainda em sua última temporada pelo Real Madrid, Isco foi pouco utilizado por Carlo Ancelotti e terminou a temporada 2021–22 com apenas 17 jogos. No total com a camisa merengue, o espanhol disputou 353 partidas e marcou 53 gols.

### Sevilla
Em 7 de agosto de 2022, o Sevilla anunciou a contratação de Isco, que assinou por duas temporadas com a equipe de Julen Lopetegui. O meia realizou sua estreia oficial pela equipe no dia 20 de agosto, no empate de 1 a 1 contra o Valladolid. Isco, que começou no banco de reservas, entrou no lugar do atacante argentino Papu Gómez. O jogador marcou seu único gol pelo Sevilla no dia 25 de agosto, na vitória em casa por 3 a 0 contra o Copenhague, em jogo válido pela 5ª rodada do Grupo G da Liga dos Campeões da UEFA.
Deixou o clube no dia 21 de dezembro, rescindindo seu contrato em comum acordo com a diretoria. No total, o jogador atuou em apenas 19 partidas, sendo 12 na La Liga, seis na Champions League e uma na Copa do Rei.

### Betis
Disponível no mercado após ter deixado o Sevilla, o jogador foi anunciado pelo Betis no dia 26 de julho de 2023, assinando contrato até julho de 2024. A contratação de Isco foi um pedido pessoal do treinador Manuel Pellegrini, que já havia trabalhado com ele no Málaga.

## Seleção Nacional

### Base
Foi incluído entre os dezoito jogadores selecionados na equipe Sub-21 que foi para os Jogos Olímpicos de 2012 em Londres.

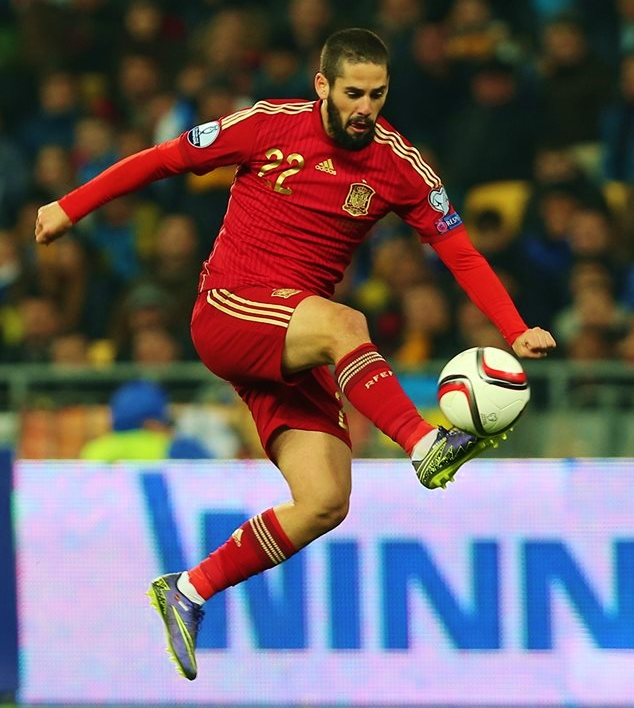
Isco atuando pela Seleção Espanhola em 2015

Em junho de 2013, fez parte da Seleção Espanhola que conquistou a Eurocopa Sub-21 realizada em Israel. O meia, que marcou três gols na fase final e completou o pódio totalmente espanhol pela primeira vez na história do torneio, ainda faturou a Chuteira de Bronze. Isco também fez parte da equipe ideal da competição, sendo considerado uma das estrelas do torneio.

### Principal
Já pela Seleção Espanhola principal, foi convocado pela primeira vez por Vicente del Bosque no dia 15 de maio de 2013, para disputar amistosos na preparação para a Eurocopa de 2016. No entanto, não estreou nos dois jogos que a Seleção disputou contra Sérvia e Coreia do Sul. Sua estreia foi no dia 6 de fevereiro, em um amistoso contra o Uruguai realizado em Doha, no Catar. Na ocasião, o meia substituiu Andrés Iniesta na etapa final e os espanhóis venceram por 3 a 1. Em outubro disputou mais um amistoso pela Espanha, dessa vez contra a Geórgia. Marcou seu primeiro gol pouco mais de um ano depois, numa vitória por 3 a 0 sobre a Bielorrússia, em partida válida pelas Eliminatórias da Euro 2016.
Isco fez parte do elenco que participou da Euro 2016 e caiu para a Itália nas oitavas de final. Após a campanha da Euro, começou a receber cada vez mais espaço na Seleção e tornou-se o principal símbolo da renovação da Fúria após o desastre na Copa do Mundo FIFA de 2014. O meia foi convocado para a Copa do Mundo FIFA de 2018 sob a esperança de liderar a Seleção rumo ao bicampeonato mundial. Apesar da grande expectativa, a Espanha caiu nas oitavas de final do torneio para a anfitriã Rússia. Isco marcou um gol no empate por 2 a 2 contra o Marrocos, em jogo válido pela última rodada da fase de grupos.

## Estatísticas
Atualizadas até 15 de dezembro de 2020

### Clubes
| Clube       | Temporada | Campeonato nacional | Campeonato nacional | Copas nacionais | Copas nacionais | Competições internacionais | Competições internacionais | Outros¹ | Outros¹ | Total | Total |
| Clube       | Temporada | Jogos               | Gols                | Jogos           | Gols            | Jogos                      | Gols                       | Jogos   | Gols    | Jogos | Gols  |
| ----------- | --------- | ------------------- | ------------------- | --------------- | --------------- | -------------------------- | -------------------------- | ------- | ------- | ----- | ----- |
| Valencia    | 2010–11   | 4                   | 0                   | 1               | 2               | 2                          | 0                          | —       | —       | 7     | 2     |
| Valencia    | Total     | 4                   | 0                   | 1               | 2               | 2                          | 0                          | 0       | 0       | 7     | 2     |
| Málaga      | 2011–12   | 32                  | 5                   | 3               | 0               | —                          | —                          | —       | —       | 35    | 0     |
| Málaga      | 2012–13   | 37                  | 9                   | —               | —               | 10                         | 3                          | —       | —       | 47    | 12    |
| Málaga      | Total     | 69                  | 14                  | 3               | 0               | 10                         | 3                          | 0       | 0       | 82    | 17    |
| Real Madrid | 2013–14   | 32                  | 8                   | 9               | 0               | 12                         | 3                          | —       | —       | 53    | 11    |
| Real Madrid | 2014–15   | 34                  | 4                   | 4               | 1               | 11                         | 0                          | 4       | 1       | 53    | 6     |
| Real Madrid | 2015–16   | 31                  | 3                   | 1               | 2               | 11                         | 0                          | —       | —       | 43    | 5     |
| Real Madrid | 2016–17   | 30                  | 10                  | 4               | 0               | 6                          | 1                          | 2       | 0       | 42    | 11    |
| Real Madrid | 2017–18   | 30                  | 7                   | 4               | 1               | 11                         | 0                          | 4       | 1       | 49    | 9     |
| Real Madrid | 2018–19   | 27                  | 3                   | 4               | 2               | 4                          | 1                          | 2       | 0       | 37    | 6     |
| Real Madrid | 2019–20   | 23                  | 1                   | 1               | 0               | 4                          | 1                          | 2       | 1       | 30    | 3     |
| Real Madrid | 2020–21   | 9                   | 0                   | 0               | 0               | 1                          | 0                          | 0       | 0       | 10    | 0     |
| Real Madrid | Total     | 216                 | 36                  | 27              | 6               | 60                         | 6                          | 14      | 3       | 317   | 51    |
| Total       | Total     | 288                 | 50                  | 31              | 8               | 72                         | 9                          | 14      | 3       | 405   | 70    |

¹Em outros, incluindo a Supercopa da Espanha, Supercopa da UEFA e a Copa do Mundo de Clubes da FIFA.

### Seleção Espanhola
| Ano   |       |      |
| Ano   | Jogos | Gols |
| ----- | ----- | ---- |
| 2013  | 2     | 0    |
| 2014  | 4     | 1    |
| 2015  | 6     | 0    |
| 2016  | 5     | 1    |
| 2017  | 8     | 5    |
| 2018  | 11    | 5    |
| 2019  | 2     | 0    |
| 2025  | 1     | 0    |
| Total | 39    | 12   |

#### Gols pela Seleção
| Gol | Data                   | Local                                          | Adversário    | Placar | Resultado | Competição                          |
| --- | ---------------------- | ---------------------------------------------- | ------------- | ------ | --------- | ----------------------------------- |
| 1.  | 15 de novembro de 2014 | Estádio Nuevo Colombino, Hueva, Espanha        | Bielorrússia  | 1 – 0  | 3 – 0     | Eliminatórias da Euro 2016          |
| 2.  | 15 de novembro de 2016 | Estádio de Wembley, Londres, Inglaterra        | Inglaterra    | 2 – 2  | 2 – 2     | Amistoso                            |
| 3.  | 24 de março de 2017    | El Molinón, Gijón, Espanha                     | Israel        | 4 – 1  | 4 – 1     | Eliminatórias da Copa do Mundo 2018 |
| 4.  | 2 de setembro de 2017  | Estádio Santiago Bernabéu, Madrid, Espanha     | Itália        | 1 – 0  | 3 – 0     | Eliminatórias da Copa do Mundo 2018 |
| 5.  | 2 de setembro de 2017  | Estádio Santiago Bernabéu, Madrid, Espanha     | Itália        | 2 – 0  | 3 – 0     | Eliminatórias da Copa do Mundo 2018 |
| 6.  | 5 de setembro de 2017  | Rheinpark Stadion, Vaduz, Liechtenstein        | Liechtenstein | 3 – 0  | 8 – 0     | Eliminatórias da Copa do Mundo 2018 |
| 7.  | 6 de outubro de 2017   | Estádio José Rico Pérez, Alicante, Espanha     | Albânia       | 2 – 0  | 3 – 0     | Eliminatórias da Copa do Mundo 2018 |
| 8.  | 27 de março de 2018    | Estádio Metropolitano, Madrid, Espanha         | Argentina     | 2 – 0  | 6 – 1     | Amistoso                            |
| 9.  | 27 de março de 2018    | Estádio Metropolitano, Madrid, Espanha         | Argentina     | 3 – 1  | 6 – 1     | Amistoso                            |
| 10. | 27 de março de 2018    | Estádio Metropolitano, Madrid, Espanha         | Argentina     | 6 – 1  | 6 – 1     | Amistoso                            |
| 11. | 25 de junho de 2018    | Estádio de Kaliningrado, Kaliningrado, Rússia  | Marrocos      | 1 – 1  | 2 – 2     | Copa do Mundo de 2018               |
| 12. | 11 de setembro de 2018 | Estádio Manuel Martínez Valero, Elche, Espanha | Croácia       | 6 – 0  | 6 – 0     | Amistoso                            |

## Títulos
Real Madrid
- Copa do Rei: 2013–14
- Liga dos Campeões da UEFA: 2013–14, 2015–16, 2016–17, 2017–18 e 2021–22
- Supercopa da UEFA: 2014, 2016 e 2017
- Copa do Mundo de Clubes da FIFA: 2014, 2016, 2017 e 2018
- La Liga: 2016–17, 2019–20 e 2021–22
- Supercopa da Espanha: 2017, 2019–20 e 2021–22

Seleção Espanhola
- Eurocopa Sub-21: 2013

### Prêmios individuais
- Jogador revelação da La Liga: 2011–12
- Golden Boy: 2012
- Chuteira de bronze do Campeonato Europeu Sub-21 de 2013
- Equipe do torneio do Campeonato Europeu Sub-21 de 2013
- Troféu Bravo: 2013
- Homem do jogo da Supertaça da UEFA: 2017
- Melhor jogador da partida da Copa do Mundo FIFA de 2018: Espanha 2–2 Marrocos